# William de Vesci († 1253)
Sir William de Vesci (auch William de Vescy; * um 1205; † 22. Oktober 1253) war ein englischer Adliger.
William war der älteste Sohn von Eustace de Vesci und von dessen Frau Margaret, einer unehelichen Tochter des schottischen Königs Wilhelm I. Er war noch minderjährig, als sein Vater 1216 starb. Sein Vormund wurde William Longespée, der ihn mit seiner Tochter Isabel verheiratete. 1226 wurde Vesci volljährig und übernahm am 16. Mai 1226 die Besitzungen seines Vaters, darunter Alnwick Castle in Northumberland. Vermutlich im Mai 1229 wurde er zum Ritter geschlagen. 1230 nahm er am Frankreichfeldzug König Heinrichs III. teil. Vermutlich gehörte er zu den Rittern, die von 1240 bis 1241 mit Richard von Cornwall am Kreuzzug der Barone teilnahmen. Nach seiner Rückkehr gründete er um 1242 das Karmelitenpriorat von Hulne bei Alnwick.
Nach dem Tod seiner ersten Frau Isabel heiratete er 1243 in zweiter Ehe Agnes Ferrers, eine Tochter von William de Ferrers, 5. Earl of Derby und von Sibyl Marshal. Als Tochter von Sibyl Marshal hatte seine Frau nach dem kinderlosen Tod der Brüder ihrer Mutter 1246 mit einem Erbanspruch auf die reichen Besitzungen von William Marshal, 1. Earl of Pembroke. Vesci begleitete 1253 den König auf dessen Expedition in die Gascogne, wo er starb. Sein Leichnam wurde zurück nach England überführt und in Watton Priory beigesetzt.
Mit seiner zweiten Frau hatte er mehrere Kinder, darunter:
- John de Vescy (1244–1289)
- William de Vescy (1245–1297)
- Juliana de Vesci ⚭ Richard de Vernon († um 1329)